# Козлово (Владимирская область)
Козлово — деревня в Вязниковском районе Владимирской области России, входит в состав муниципального образования «Город Вязники».

## География
Деревня расположена в 12 км на север от райцентра Вязники.

## История
В 5 км на юго-запад от деревни на озере Никола существовал Кинешемский погост, к приходу которого относилась деревня Козлово. Первые документальные сведения о церкви Кинешемского погоста находятся в патриарших окладных книгах 1628 года, где отмечена церковь великого Чудотворца Николы Кинешемского в вотчине боярина князя Федора Ивановича Мстиславского. В 1698 году на погосте построена теплая церковь во имя Рождества Христова. Но к 1761 году она обветшала и вместо неё построена новая деревянная церковь и освящена в 1769 году в честь того же праздника. В конце 1840-х годов эта церковь была разобрана. В 1807 году в Кинешемском погосте начато строительство каменного храма, трапеза была освящена в 1809 году, а главный храм в 1821 году. В 1849 году построена каменная колокольня. Приход Кинешемского погоста состоял из деревень Козлова, Палкина, Ступиной, Митиной, Сельцова, Жукова, Бурина. В деревне Козлово с 1896 года была открыта школа грамоты, учащихся было 20.
В конце XIX — начале XX века деревня входила в состав Рыловской волости Вязниковского уезда. В 1859 году в деревне числилось 21 двор, в 1905 году — 44 двора.
С 1929 года являлась центром Козловского сельсовета Вязниковского района, с 2005 года — в составе муниципального образования «Город Вязники».

## Население
| 1859 | 1905 | 1926 | 2002 | 2010 | 2021 |
| ---- | ---- | ---- | ---- | ---- | ---- |
| 184  | ↗229 | ↗298 | ↘202 | ↘153 | ↘145 |

## Инфраструктура
В деревне расположены Козловская начальная общеобразовательная школа, сельский клуб, пожарная часть № 24, отделение федеральной почтовой связи

## Достопримечательности
В 5 км от деревни в Кинешемском погосте находится недействующая Церковь Николая Чудотворца